# Metacrangon ochotensis
Metacrangon ochotensis is een garnalensoort uit de familie van de Crangonidae. De wetenschappelijke naam van de soort is voor het eerst geldig gepubliceerd in 1955 door Kobyakova.